# San Sebastiano (Silvestro dell'Aquila)
Il San Sebastiano è una scultura in legno intagliato e dipinto di Silvestro dell'Aquila.

## Storia
L'opera fu commissionata per la chiesa di Santa Maria del Soccorso, la cui costruzione — avvenuta tra il 1469 ed il 1472 — era stata finanziata dal ricco mecenate Jacopo di Notar Nanni. All'edificazione della chiesa parteciparono i compagni di bottega Giovanni di Biasuccio — che realizzò il tabernacolo della cappella della Madonna del Soccorso — e lo stesso Silvestro dell'Aquila, cui viene tradizionalmente attribuita l'invenzione architettonica della facciata, eretta alla fine del XV secolo.
Il committente vero e proprio fu l'abate Domenico Antonio Caprini d'Arischia, il cui nome si legge nell'iscrizione del basamento insieme alla data del 1478. Il nome dell'abate, insieme a quello di Silvestro, compaiono inoltre nel contratto stipulato per l'esecuzione dell'opera, conservato presso la biblioteca provinciale Salvatore Tommasi. L'attribuzione certa a Silvestro — citata già dal Leosini e ribadita successivamente dal Chini — rende la statua importante per la ricostruzione storica della formazione dell'artista.
Dalla seconda metà del XX secolo, l'opera fa parte della collezione del Museo nazionale d'Abruzzo dell'Aquila.

## Descrizione
L'opera è tra le più note espressioni dell'arte rinascimentale d'Abruzzo.  Riproduce il martirio di San Sebastiano, riprodotto in piedi, legato ad un tronco d'albero e trafitto dalle frecce, in momento di estasi mistica dovuta al dolore; il santo ha, inoltre, la bocca semiaperta e lo sguardo rivolto verso l'alto. La policromia originale è perfettamente conservata.
Venne realizzata da Silvestro dell'Aquila nel momento della sua affermazione artistica, contemporaneamente all'edificazione del mausoleo di Amico Agnifili per il Duomo dell'Aquila. Per la sua datazione — centrale nella genesi artistica dello scultore aquilano — ed i suoi riferimenti, è tra le opere più discusse dalla critica storica. Viene ricondotto a numerose opere coeve, soprattutto di matrice toscana, tra cui il David del Verrocchio, il San Sebastiano di Antonio Rossellino e la Maddalena penitente di Desiderio da Settignano. La formazione fiorentina dell'artista è visibile anche nella cura dei dettagli e nella raffinatezza della plasticità del volto e del corpo del martire, ancora una volta da ricondurre all'influenza verrocchiesca seppur con richiami all'arte umbra-urbinate, come evidenziato dal Bologna.
Il basamento reca un'iscrizione lacunosa in cui è citato il committente dell'opera, l'abate Domenico Antonio Caprini d'Arischia:
HOC OPVS FECIT FIERI D. DOMENICVS
ANTONII DE [CAPRINIS] DE AQVILA. 1476.

### Annotazioni
1. ↑  Le relazioni tra la famiglia Notar Nanni e la bottega di Silvestro dell'Aquila furono cospicue e costanti per tutta la seconda metà del XV secolo; l'artista realizzò per il suo mecenate anche il mausoleo di San Bernardino che impreziosisce la cappella Notar Nanni nella basilica di San Bernardino all'Aquila.
2. ↑  Tra gli anni sessanta e settanta del XV secolo, Silvestro soggiornò per un certo periodo a Firenze, dove si ritiene possa aver effettuato un periodo d'apprendistato presso le botteghe di Donatello o del Botticelli.

### Fonti
1. ↑   Fondazione Zeri, Silvestro dell'Aquila, San Sebastiano, su catalogo.fondazionezeri.unibo.it. URL consultato il 20 gennaio 2019.
2. ↑   Orlando Antonini, Architettura religiosa aquilana, I, Todi, Tau Editrice, 2010,  p. 372.
3. ↑   Enciclopedia Treccani, Giovanni di Biasuccio, su treccani.it. URL consultato il 26 gennaio 2019.
4. ↑   Orlando Antonini, Architettura religiosa aquilana, I, Todi, Tau Editrice, 2010,  p. 373.
5. 1 2 3 4 5 6 7   Ministero per i beni e le attività culturali, San Sebastiano, su culturaitalia.it. URL consultato il 9 febbraio 2019.
6. 1 2 3   Museo nazionale d'Abruzzo, San Sebastiano, su museonazionaleabruzzo.beniculturali.it. URL consultato il 9 febbraio 2019.
7. 1 2   Angelo Leosini, Monumenti storici artistici della città di Aquila e suoi contorni, L'Aquila, Perchiazzi, 1848,  pp. 185-186.
8. 1 2   Regione Abruzzo, Silvestro dell'Aquila (PDF) [collegamento interrotto], su regione.abruzzo.it. URL consultato il 26 ottobre 2017.
9. ↑   Ferdinando Bologna, La Madonna con il Bambino tra due angeli reggi-candelabri, detta “Madonna dei Lumi”, di Silvestro dall'Aquila, Chiesa di Santa Maria in Platea, Campli, in Documenti per l’Abruzzo Teramano (a cura di), Le valli della Vibrata e del Salinello, Pescara, Carsa Edizioni, 1996,  pp. 497-500.